# Robland (televisieprogramma)
Robland was een Vlaams televisieprogramma dat in 2006 door de Vlaamse commerciële zender VTM werd uitgezonden. In het programma werd getoond hoe Rob Vanoudenhoven probeerde een eigen land te stichten.

## Robland: het land
Het koninkrijk Robland was de naam van een geplande micronatie, die gesticht werd door Rob Vanoudenhoven. Het ontstaan van het land werd belicht in een televisiereeks op VTM. In mei 2006 probeerde Vanoudenhoven zijn land erkend te krijgen door de VN, dat lukte uiteindelijk niet.
De Robiaanse vlag werd ontworpen in een kleuterklas, deze bevatte Vanoudenhovens kroon en bril; rood stond voor passie en geel voor de zon. De Robbie was de officiële munt van Robland. 

### Geschiedenis
Het "Robland-verhaal" begon op de verjaardag van Robs zoontje, die bij het uitblazen van de kaarsen op de verjaardagstaart de wens uitte koning te worden.
Op maandag 10 april viel Rob Vanoudenhoven de gemeente Gingelom binnen. Vanoudenhoven was van plan het grondgebied van Gingelom te bezetten en daarna de onafhankelijkheid van Robland uit te roepen. De dag van de inval hing het Roblandleger het dorp vol flyers en deelden ze pamfletten uit aan de plaatselijke bevolking waarin de bezetting werd toegelicht. Ook werd de website van Gingelom tijdelijk ingepalmd. Enkele dagen later werd Koning Rob "opgepakt" door de politie. Daarop besloot hij zijn land te vestigen waar de meeste Robianen woonden. Dit werd een klein gedeelte van de gemeente Wijgmaal. Het grondgebied was ongeveer 1,5 km² groot. Dat is 3% van Leuven, waar Wijgmaal deel van uitmaakt. Robland was dus drie keer groter dan Vaticaanstad en iets kleiner dan Monaco, dat 1.6 km² in beslag neemt. Op 20 april 2006 zond Koning Rob een officiële onafhankelijkheidsverklaring naar de Belgische eerste minister Guy Verhofstadt. Op 23 april werd de grondwet - op rijm - voorgesteld. De wetten van Robland werden aangekondigd op 30 april. Een totaal verbod van wapens (ook voor de ordehandhaving) werd toegelicht met een filmpje rond de Second Amendment Sisters. In een latere aflevering, woont Vanoudenhoven een wake bij als eerbetoon voor een geëxecuteerde moordenaar Stanley Williams, hij noemt zijn overlijden "verschrikkelijk". 
Op 27 mei 2006 had Rob een afspraak met Shashi Tharoor, rechterhand van de secretaris-generaal van de VN Kofi Annan, om zijn land te laten erkennen. Die schatte echter zijn kansen heel klein in. Daarom besloot Rob een deel van de maan te kopen bij de Lunar Embassy en dit te verkavelen onder zijn Robianen. 

### Regering
Robland had een volledig vrouwelijk kabinet, dat op 23 april 2006 werd voorgesteld. De ministers waren:
- Anja Roeykens - Minister van verkeer en veiligheid
- Lies Cox - Minister van milieu en intimiteit
- Marijke Pauwels - Minister van cultuur en media, Minister van godsdienst
- Els Leonard - Minister van onderwijs, economie en begroting
- Jessica Nieuwdorp - Minister van volksgezondheid en gastronomie, Minister van feestelijkheden
- Kristel Vancorenland - Minister justitie en sociale zaken
- Audry Hermans - Minister van defensie, Minister van buitenlandse zaken, Minister van mannenzaken en andere kleine huisdieren
- Dina Tersago - Minister van landbouw en ontspanning
- Élodie Ouédraogo - Minister van sport en lopende zaken
- Kristel Verhoeven - Minister van communicatie en eerlijkheid

Het parlement zetelde in café 't Parlement te Messelbroek.

### De media
In Robland werden verscheidene Robiaanse kranten uit de grond gestampt. Deze kranten verzorgden het wekelijks nieuws op hun eigen manier. Zij stonden volledig los van de officiële Robiaanse instanties. De twee bekendste kranten waren wellicht de Robkrant en het Robiaans Nieuws. Doordat Robland niet meer bestaat zijn de kranten failliet gegaan.

### Volkslied
Robs persoonlijke vrienden componeerden het volkslied De Robland Hymne. Het werd ingezongen door Rob Vanoudenhoven. Ook is er een videoclip op gemaakt.

## Robland: het programma
Robland was een Vlaams televisieprogramma dat door de Vlaamse commerciële zender VTM op zondagavond werd geprogrammeerd. Zo kwam het tegenover de programmering van het net één van de VRT te staan, die traditioneel hoge kijkcijfers haalt. Het programma is gebaseerd op How to Start Your Own Country van Danny Wallace. In de uitzendingen werd getoond hoe Rob Vanoudenhoven probeert zijn eigen land te stichten.
Robland was het eerste programma van Rob na zijn overstap naar VTM. Het succes van het programma bleef uit, ondanks een torenhoog budget, onder andere voor de reclamecampagne die eraan voorafging.

### Kijkcijfers
De eerste aflevering van "Robland" op 9 april 2006 haalde een gemiddelde van 673.000 kijkers. 
Tegelijk met Robland op het commerciële televisiestation VTM liep op de openbare zender één het spelprogramma De Pappenheimers en de politieserie Witse die 1.116.000 en 1.501.000 kijkers haalden. Opmerkelijk is dat een uurtje na de uitzending van Robland er een heruitzending was van Alles Kan Beter op één. Dit was het programma waarmee Rob Vanoudenhoven in 1997 begon aan zijn televisiecarrière. Deze acht jaar oude heruitzending haalde nog 837.000 kijkers, ruim meer dan Robland.
In een persbericht sprak VTM van "een bemoedigende start".
De daarop volgende afleveringen deden het nog slechter: gemiddeld 511.000 kijkers voor de tweede, 380.000 voor de derde aflevering en 339.000 voor de vierde. De kijkcijfers van de daaropvolgende afleveringen zijn niet publiek gekend omdat het CIM enkel de kijkcijfers van de twintig best bekeken programma's publiek maakt.